# Dr.-Remeis-Sternwarte

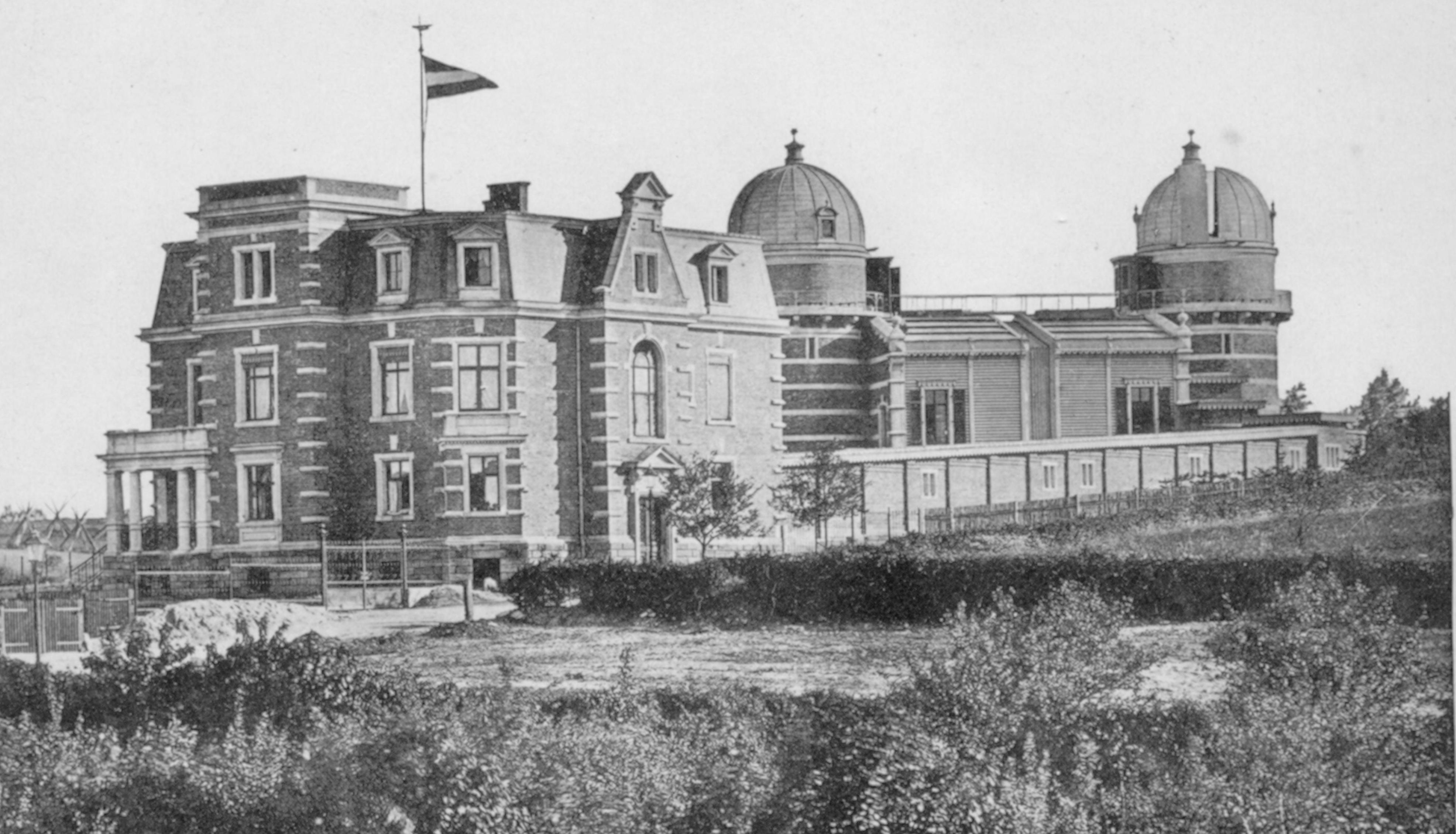
Historische Ansicht der Dr.-Remeis-Sternwarte, 1890

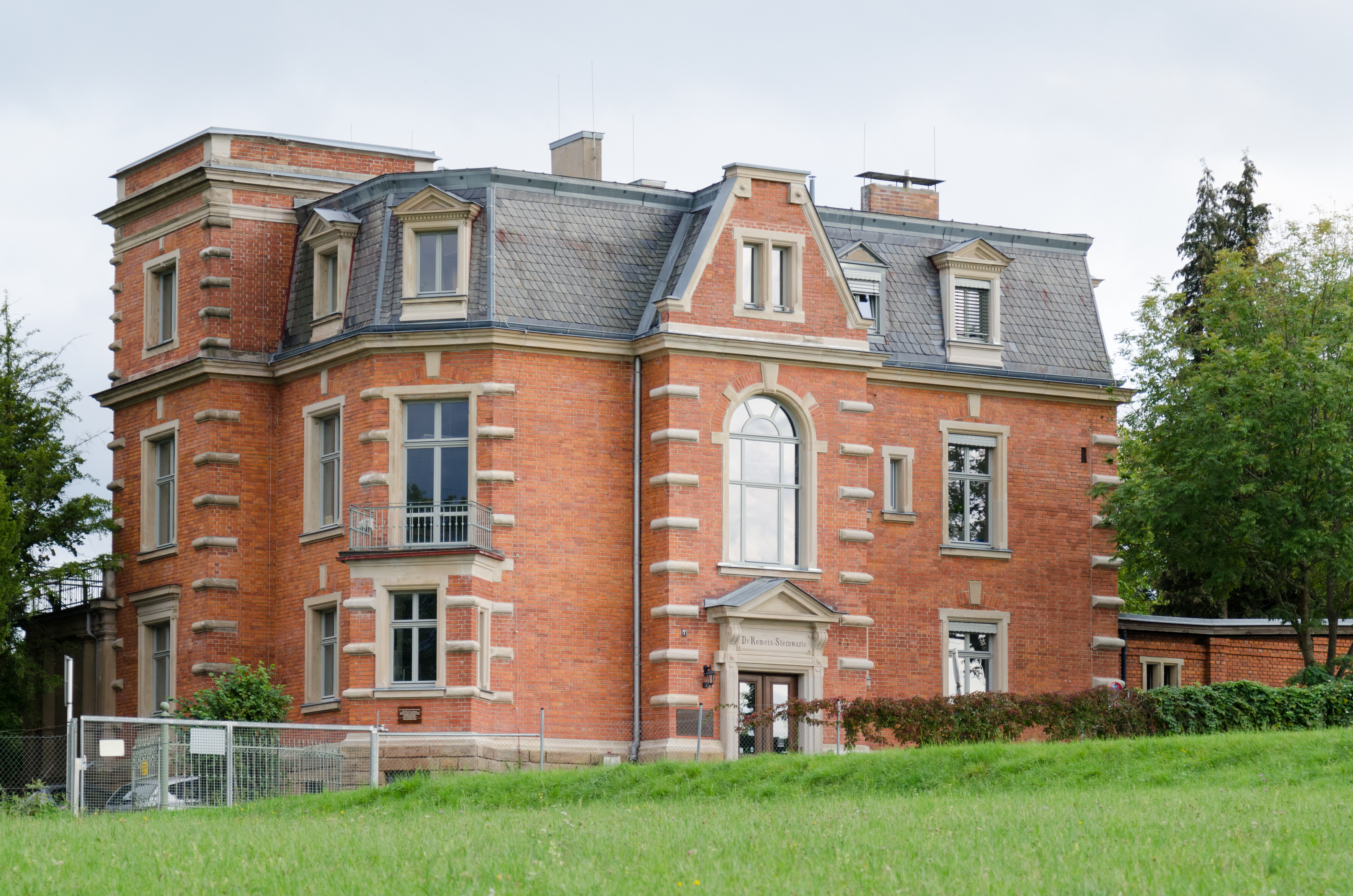
Aktuelle Ansicht, 2015

Die Dr.-Karl-Remeis-Sternwarte ist eine Sternwarte in Bamberg, die 1886 mit Mitteln aus dem Nachlass des Juristen und Amateurastronomen Karl Remeis gegründet wurde. Die Sternwarte ist ein aktives Forschungsinstitut der Universität Erlangen-Nürnberg und daher keine Volkssternwarte im üblichen Sinne.

## Geschichte
Die Stadt Bamberg kaufte mit den testamentarisch von Karl Remeis überlassenen 400.000 Mark das Gelände am Stephansberg, 1 km südlich des Stadtzentrums, und ernannte am 1. Januar 1886 Ernst Hartwig zum leitenden Astronomen. Die Sternwarte wurde nach dem Modell der Straßburger Sternwarte, der damals modernsten Sternwarte, errichtet und am 24. Oktober 1889 eröffnet.
Im Jahr 1962 wurde die Remeis-Sternwarte als Astronomisches Institut in die Naturwissenschaftliche Fakultät der Universität Erlangen-Nürnberg integriert. Die Sternwarte ist zudem Teil des Erlangen Centre for Astroparticle Physics.

## Instrumentarium

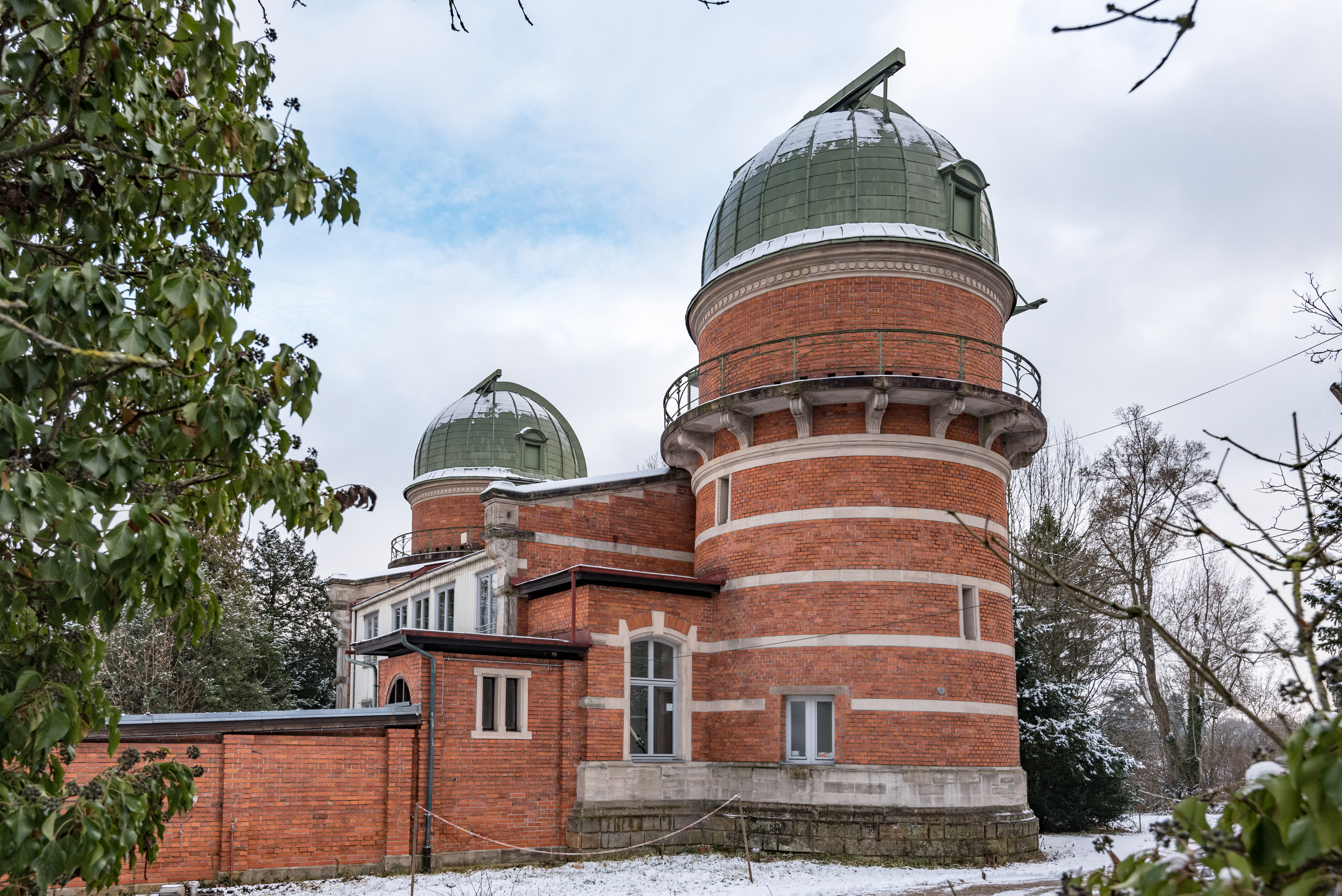
Die zwei Kuppeln der Sternwarte, 2017

Die zwei Kuppeln der Sternwarte sind jeweils mit optischen Teleskopen ausgestattet: Im Ostturm steht seit 2013 ein 50-cm-Teleskop (Planewave CDK) mit etwa 3,5 m effektiver Brennweite, welches das zuvor installierte 60-cm-Carl-Zeiss-Teleskop ersetzte. Im Westturm (siehe Bild rechts) ist ein 40-cm-LX200-ACF von Meade mit etwa 4 m Brennweite zu finden. Bis 2018 verfügte die Sternwarte darüber hinaus über zwei Radioteleskope vom Typ SRT (Small Radio Telescope) des MIT mit jeweils 2 m Durchmesser. Seitdem wurden diese durch ein Radioteleskop vom Typ Spider 300A von Radio2Space mit einem Durchmesser von 3 m ersetzt.

## Forschung und Lehre
In der Sternwarte Bamberg betreiben etwa 20 ständige Mitarbeiter auf verschiedenen Spezialgebieten der Astrophysik Forschung: Die Gebiete umfassen optische Astronomie (insbesondere Spektroskopie), Röntgenastronomie und Radioastronomie. Schwerpunkte sind die Astrophysik von Objekten in der Milchstraße (verschiedene Arten von Sternen, schwarze Löcher und Neutronensterne) sowie supermassiver Schwarzer Löcher in aktiven Galaxienkernen. Die Daten für die Forschung beziehen die Mitarbeiter fast ausschließlich aus externen Quellen – die Instrumente an der Sternwarte selbst werden für die Lehre eingesetzt. So findet beispielsweise jedes Semester ein astrophysikalisches Blockpraktikum statt, das das größte seiner Art in Deutschland ist. Den Studenten wird hierbei nicht nur der sachgemäße und effiziente Umgang mit den Teleskopen nähergebracht, sondern es wird auch Wissen über bildgebende Verfahren, Erdvermessung und Stellarspektroskopie vermittelt.

## Öffentlichkeitsarbeit
Schon seit ihrer Eröffnung bietet die Sternwarte – entsprechend des im damaligen Testament festgeschriebenen Wunsches die astronomischen „Kenntnisse in weiteren Kreisen zu verbreiten“ – regelmäßige Führungen an, welche sich unter anderem mit der Geschichte des Institutes und der örtlichen, historische Sammlung astronomischer Instrumente befasst. Zur Unterstützung der Sternwarte und ihrer Öffentlichkeitsarbeit wurde 2011 ein entsprechender Förderverein gegründet. Des Weiteren finden regelmäßig auswärtige Vortrage über die Forschungsarbeit der Sternwarte und alle fünf Jahre, am Jahrestag der Eröffnung, ein Tag der offenen Tür statt.